# Goula
Les Goula (ou Gula) sont une ethnie établi dans le nord-est de la République centrafricaine.

## Ethnonymie
Leur nom signifierait : « hommes de l’eau ».

## Démographie et organisation
Les Goula seraient environ 17 000 établis dans une zone de 50 000 km2 dont le centre est la localité de Birao.
On distingue les « gens de l'eau » (Molo ou Goula Mamoun, Mele, Moto Mar, Mere) des « gens de la montagne » (Zura ou Koto, Wowo, Mutu).

## Histoire
Ils seraient arrivés sur le territoire de l'actuelle Centrafrique, dans la Vakaga, autour du lac Mamoun, à la fin du 18e siècle.